# Natjà
Natjà és un poble pertanyent al municipi de Baells, situat a 748 msnm, al vessant sud-oest del Montferrús, a la comarca de la Llitera, actualment dins de la província d'Osca.
L'església de Sant Nicolau, situada a la part més elevada de la vila, és d'estil romànic, originària de segle xii però amb abundants modificacions posteriors, entre elles una torre octogonal de maó que es va aixecar sobre la seva capçalera al segle xviii. Té la particularitat d'estar orientada al nord, per imposicions de la topografia del terreny, fet que va obligar també a construir una cripta, d'aparell diferent al de l'absis. La primitiva portada, situada a migdia, elevada sobre el paviment i avui tapiada, pot considerar-se sumptuosa.